# Vertanès le Grammairien
Vertanès le Grammairien, Vertanès vardapet ou Vrt‘anès K‘ertoł (en arménien Վրթանես Քերթող) est le successeur sur le trône catholicossal arménien de Movsès II d'Eghivard, de 604 à 607.

## Biographie
Vertanès est évêque de Tsourtav, dans la province historique arménienne de Gougark. Grammairien et philosophe, cet éminent théologien hellénophile, en faveur du décret chalcédonien, il devient l'assistant du catholicos Movsès II d'Eghivard. Une grande partie de sa carrière est consacrée aux relations entre l'Église arménienne et l'Église géorgienne.
À la mort de Movsès, le marzban Smbat IV Bagratouni tente de faire élire son candidat, Abraham d'Aghbathank, par le synode des évêques arméniens, mais ceux-ci sont divisés et ne parviennent pas à s'accorder ; Vertanès occupe alors le siège catholicossal en tant que locum tenens ou vicaire jusqu'en 607. En effet, après un interrègne de trois ans, un nouveau synode est réuni, qui aboutit à l'élection d'Abraham.

## Œuvre
Vertanès a laissé une réfutation des iconoclastes, L'apologie des images ou Traité contre les iconoclastes.